# Apimela mulsanti
Apimela mulsanti – gatunek chrząszcza z rodziny kusakowatych i podrodziny rydzenic. Zamieszkuje Europę i Afrykę Północną.

## Taksonomia
Gatunek ten opisany został po raz pierwszy w 1852 roku przez Étienne'a Mulsanta i Claudiusa Reya pod nazwą Homalota pallens. Nazwa ta okazała się jednak homonimem i za ważny uznaje się epitet wprowadzony w 
1895 roku przez Ludwiga Ganglbauera w kombinacji Atheta mulsanti.

## Morfologia
Chrząszcz o ciele długości od 2,4 do 3,8 mm, w zarysie wydłużonym z równoległymi bokami, spłaszczonym grzbietobrzusznie. Ubarwienie ma rudożółte z rudobrązowymi głową i odwłokiem. Głowa i przedplecze są mniej więcej równych szerokości i mają nadzwyczaj drobno szagrynowaną, pozbawioną punktowania powierzchnię. Głowa ma obrys zaokrąglonego kwadratu i dłuższe od oczu skronie. Czułki charakteryzują się członem trzecim tak długim jak drugi, a przedostatnim o prawie połowę szerszym niż dłuższym. Przedplecze największą szerokość osiąga przed połową długości. W przedniej połowie jego linii środkowej owłosienie skierowane jest do przodu, a w tylnej do tyłu. Pokrywy są od niego dłuższe. Samiec ma pierwszy z kompletnych tergitów odwłoka spiczasto pośrodkowo wyciągnięty i opatrzony guzkiem, a piąty z nich z licznymi, drobnymi ziarenkami w przedniej połowie.

## Ekologia i występowanie
Owad ten zamieszkuje tereny podgórskie i górskie, dochodząc do piętra subalpejskiego. Zasiedla piaszczyste pobrzeża rzek, strumieni i potoków. Licznie spotykany jest wśród napływek popowodziowych.
Gatunek palearktyczny, w Europie znany z Francji, Niemiec, Szwajcarii, Austrii, Włoch, Polski, Czech, Słowacji, Ukrainy, Rumunii, Bośni i Hercegowiny oraz Albanii, a poza nią z Algierii. Na „Czerwonej liście gatunków zagrożonych Republiki Czeskiej” umieszczony jest jako gatunek krytycznie zagrożony wymarciem (CR)